# Lista de índices de classificação de países

## Por categoria

### Economia
- IMD: Índice de Competitividade Mundial
- Fórum Econômico Mundial: Relatório de Competitividade Global
- Índice de Liberdade Econômica
- Índice de Inovação Global
- Índice Global de Inovação

#### Listas
- Lista de países por orçamento governamental
- Lista de salários mínimos por país
- Lista de países por dívida pública

### Educação e inovação
- Índice de educação
- Programa Internacional de Avaliação de Alunos
- Lista de países por índice de alfabetização
- Índice de Proficiência em Inglês da EF
- Google Code Jam
- Webometrics Ranking of World Universities
- Laureados com o Nobel por país

### Ambiental
- Lista de países por risco de desastre natural

- Índice de Desempenho Ambiental
- Happy Planet Index (HPI)
- Lista de países por emissões de dióxido de carbono per capita
- Lista de países por emissões de dióxido de carbono
- Índice de Explosividade Vulcânica (VEI)

### Saúde
- Índice Global da Fome
- Lista de países por índice de mortalidade infantil
- Lista de países por esperança média de vida à nascença
- Lista de países por taxa de prevalência de HIV/AIDS em adultos
- Lista de países por taxa de prevalência de obesidade em adultos
- Lista de países por taxa de suicídio
- Lista das pessoas mais velhas por país
- Lista de países por consumo de álcool

### Indústria
- Lista de países por produção de eletricidade
- Lista de países por produção de eletricidade renovável
- Lista de países por produção de urânio
- Lista de países por produção de ouro
- Lista de países por produção de prata
- Lista de países por produção de cobre
- Lista de países por produção de alumínio
- Lista de países por produção de mercúrio
- Lista de países por produção de lítio
- Lista de países por produção de magnésio
- Lista de países por produção de petróleo
- Lista de países por produção de gás natural
- Lista de países por produção de carvão

### Militar
- Lista de porta-aviões
- Lista de países por gastos militares
- Lista de países por número de tropas em atividade
- Índice Composto de Capacidade Nacional

### Político
- Índice de Percepção de Corrupção
- Índice de Liberdade de Imprensa
- Índice de Democracia
- Freedom in the World

### Reservas
- Lista de países por reservas comprovadas de gás natural
- Lista de países por reservas de petróleo

### Social
- United Nations Development Programme: Índice de Desenvolvimento Humano
- Índice de Prosperidade Legatum
- Lista de países por população
- Lista de países por densidade populacional
- Lista de países por taxa de homicídio intencional
- Índice de Desenvolvimento Social
- Índice de Desenvolvimento Humano
- Lista de países e territórios por índice de urbanização
- Índice Global de Escravidão
- Relatório Mundial da Felicidade

### Esporte
- Quadro de medalhas dos Jogos Olímpicos
- Ranking Mundial da FIFA
- Ranking Feminino Mundial da FIFA
- Ranking Mundial da BSWW
- Ranking da Federação Internacional de Voleibol

### Tecnologia
- Lista de países por velocidades de conexão de Internet
- Lista de países por penetração de smartphones
- Lista de países por número de assinaturas de Internet de banda larga

### Transporte
- Lista de países por veículos per capita
- Lista de países por dimensão da malha ferroviária

### Geral
- Índice de Bom País
- Lista de países e territórios por área